# Lyazh
Lyazh är en ort i Azerbajdzjan.   Den ligger i distriktet Lənkəran Rayonu, i den sydöstra delen av landet, 200 km sydväst om huvudstaden Baku. Antalet invånare är 1 596.
Terrängen runt Lyazh är platt åt nordost, men åt sydväst är den kuperad. Trakten är tätbefolkad. Närmaste större samhälle är Lankaran, 5,3 km öster om Lyazh.
Trakten runt Lyazh består till största delen av jordbruksmark.